# Aster (przedsiębiorstwo)
Aster Sp. z o.o. (zapis stylizowany: ASTER; dawniej Aster City Cable) – polski operator telekomunikacyjny. Firma ta, jako Grupa ASTER, oferowała swoje usługi w zakresie telewizji kablowej, telefonii oraz dostępu do Internetu od 1994 roku w Warszawie i okolicach, Krakowie, Skawinie oraz w Zielonej Górze i jej okolicach. 
Według danych Polskiej Izby Komunikacji Elektronicznej ASTER miała w marcu 2009 roku ok. 370 000 abonentów (8,22% rynku) i była pod tym względem czwartą siecią kablową w Polsce.
ASTER (jako Aster City Cable Sp. z o.o.) powstała w Warszawie w 1994 z połączenia się lokalnych sieci kablowych: Sunsat, Mesat i Mescomp, a następnie rozwijała się poprzez przejęcie wielu małych sieci, m.in. sieci Autocom z Krakowa oraz Zielonogórskiej Telewizji Przewodowej. Właścicielem grupy od 8 grudnia 2006 był fundusz inwestycyjny Mid Europa Partners LLP. 
6 grudnia 2010 poinformowano o podpisaniu umowy o zakupie akcji spółki przez Liberty Global, spółkę matkę UPC Polska, a 5 września 2011 UOKiK wydał zgodę zezwalającą na powyższą transakcję. 2 stycznia 2012 doszło do oficjalnego połączenia Aster z UPC Polska.
W marcu 2013 część dawnej sieci Aster została odkupiona od UPC Polska przez Netię, co zostało potwierdzone stosowną decyzją Prezesa UOKiK.

## Oferta
Na początku czerwca 2009 oferta Aster wzbogaciła się o usługę VoD (Video on Demand – Wideo na życzenie). Do końca czerwca 2009 usługa VoD miała być udostępniona wszystkim użytkownikom dekoderów HD oraz HD-PVR.
Aster oferował swoim klientom: 6 prędkości łączy internetowych (1 Mbps, 4 Mbps, 10 Mbps, 20 Mbps, 60 Mbps, 120 Mbps); pakiet TV analogowej (51 kanałów); pakiet TV cyfrowej (53 kanały) z kanałami premium (m.in. HBO, Canal+, Cinemax) i kanałami HD (do wyboru dekodery HD oraz HD + PVR); usługę VoD; telefonię stacjonarną (4 pakiety); telefonię komórkową (2 pakiety).

## Usługi
Aster świadczył następujące usługi:
- telewizja analogowa, cyfrowa i HDTV
- internet kablowy i po sieci LAN
- VoD (Video on Demand – Wideo na życzenie) VoD
- telefonia cyfrowa ToIP
- telefonia komórkowa MVNO; operator wirtualny Aster rozpoczął działalność w 2008 roku, oferując usługi w systemie abonamentowym; korzystał z infrastruktury PTK Centertel[8].